# Megachernes ryugadensis ryugadensis
Megachernes ryugadensis ryugadensis es una subespecie de Megachernes ryugadensis, un  arácnido  del orden Pseudoscorpionida de la familia Chernetidae.

## Distribución geográfica
Se encuentra en Japón.